# San Polo di Piave
San Polo di Piave – miejscowość i gmina we Włoszech, w regionie Wenecja Euganejska, w prowincji Treviso.
Według danych na rok 2004 gminę zamieszkiwały 4533 osoby, 226,7 os./km².